# William F. Donoghue
William F. Donoghue Jr. (1921 – 2002) foi um matemático estadunidense, que trabalhou com análise.
Donoghue obteve um doutorado em 1951 na Universidade de Wisconsin-Madison, orientado por William Frederick Eberlein, com a tese The Bounded Closure of Locally Convex Spaces. Lecionou na Universidade do Kansas (onde trabalhou em 1957 com Nachman Aronszajn com aproximações de autovalores de placas engastadas), na Universidade Johns Hopkins, na Universidade de Nova Iorque e na Universidade Estadual de Michigan, antes de tornar-se em 1965 professor da Universidade da Califórnia em Irvine.

## Publicações selecionadas
- Distributions and Fourier Transforms, Academic Press 1969
- Monotone matrix functions and analytic continuation, Grundlehren der mathematischen Wissenschaften 207, Springer 1974